# Stuart Gray (cestista)
Stuart Allan Gray (Zona del Canale di Panama, 27 maggio 1963) è un ex cestista statunitense con cittadinanza panamense, professionista nella NBA.

## Carriera
Venne selezionato dagli Indiana Pacers al secondo giro del Draft NBA 1984 (29ª scelta assoluta).
Con Panama ha disputato i Campionati americani del 1992.

## Palmarès
- McDonald's All American (1981)